# Deep Purple (Sun Ra)
Deep Purple (pubblicato anche con il titolo Dreams Come True) è un album discografico del musicista jazz d'avanguardia Sun Ra e della sua Arkestra con la partecipazione di Stuff Smith al violino. Il disco venne pubblicato dalla El Saturn Records nel 1973 (anche se conteneva materiale registrato molto tempo prima).

## Differenti edizioni
- Saturn LP 485 (1973)
- Lato A ristampato dalla Evidence 22014 (CD, 1992)
- Lato B ristampato dalla Evidence 22217 (CD, 2000)

## Tracce
Lato A
1. Deep Purple (Sun Ra (piano, Solovox); Stuff Smith (violino). Appartamento di Sun Ra, Chicago, 1953 circa) (testo: Mitchell Parish – musica: Peter DeRose)
2. Piano Interlude (Sun Ra (piano). Chicago, 1955 circa)
3. Can This Be Love? (Sun Ra (piano); Wilbur Ware (contrabbasso). Chicago, 1955 circa) (Swift-James)
4. Dreams Come True (Sun Ra (Wurlitzer); Pat Patrick (sax alto); John Gilmore (sax tenore); Art Hoyle (tromba); Vic Sproles (contrabbasso); Robert Barry (batteria); Clyde Williams (voce). Chicago, 1956) (Ra-Mayo)
5. Don't Blame Me (Sun Ra (piano); Victor Sproles (basso); Robert Barry (batteria); Tito (conga); Hattie Randolph (voce). Budland, Chicago, fine 1956 o inizio 1957) (McHugh-Fields)
6. S Wonderful (Sun Ra (piano); Victor Sproles (contrabbasso); Robert Barry (batteria); Tito (conga); Hattie Randolph (voce). Budland, Chicago, fine 1956 o inizio 1957) (Gershwin)
7. Lover, Come Back to Me (Sun Ra (piano); Victor Sproles (basso); Robert Barry (batteria); Tito (conga); Hattie Randolph (voce). Budland, Chicago, fine 1956 o inizio 1957) (Romberg-Hammerstein)

- Tutti i brani sono opera di Sun Ra tranne dove indicato diversamente.

Art Hoyle fu nella band dal Natale 1955 fino al dicembre 1956; Tito venne invece identificato da Lucious Randolph, che di lui raccontò avesse un aspetto "molto africano" e che lavorò con Sun Ra per circa un anno; Randolph disse che le tracce con sua sorella Hattie furono incise dopo la sua entrata nell'Arkestra. Lei confermò che Art Hoyle era già uscito dalla band all'epoca, e pensava che le tracce fossero state registrate al vecchio locale "Budland" nello scantinato del Pershing Hotel.
Piano Interlude e Can This Be Love? furono incluse su un nastro che poi divenne il lato B dell'LP The Invisible Shield. Il nastro era stato venduto da Sun Ra a Alan Bates dei Black Lion/Freedom nei primi anni settanta.
Lato B
1. The World of the Invisible
2. The Order of the Pharaonic Jesters
3. The Land of the Day Star

Sun Ra (tastiere); Kwame Hadi (Lamont McClamb) (tromba); Akh Tal Ebah (D. E. Williams) (tromba); Marshall Allen (sax alto); John Gilmore (sax tenore, percussioni); Eloe Omoe (bcl); Ronnie Boykins (contrabbasso); Harry Richards (batteria); Derek Morris (batteria, percussioni). Probabilmente Philadelphia, 1973.